# Świadkowie Jehowy w Mikronezji
Świadkowie Jehowy w Mikronezji – społeczność wyznaniowa w Mikronezji, należąca do ogólnoświatowej wspólnoty Świadków Jehowy, licząca w 2023 roku 130 głosicieli w 5 zborach (w tym: Chuuk – 30 (2 zbory), Pohnpei – 54 (1 zbór), Yap – 36 (1 zbór) i Kosrae – 10 (1 zbór)). Na dorocznej uroczystości Wieczerzy Pańskiej w 2023 roku zgromadziło się w całej Mikronezji 438 osób (z tego: 145 na Pohnpei, 103 na Chuuk, 134 na Yap i 56 na Kosrae). Działalność miejscowych głosicieli koordynuje Biuro Oddziału w Barrigada na wyspie Guam.

## Historia
W 1961 roku na Chuuk i na Pohnpei krótko przebywał Merle Lowmaster, prowadząc działalność kaznodziejską. W 1964 roku rozpoczęto działalność kaznodziejską na wyspie Yap.
W 1965 roku na Pohnpei, w wynajętym, opuszczonym sklepie założono dom misjonarski. Na Chuuk zamieszkali Lillian i Paul Williamsowie (na wyspie Weno – dawniej Moen) – pierwsi spośród przeszło 30 misjonarzy Biblijnej Szkoły Strażnicy – Gilead, którzy dostosowali się do tutejszych prymitywnych warunków. Kiyomi Shirai, żona właściciela sklepu, gorliwa protestantka i przewodnicząca Chrześcijańskiego Stowarzyszenia Młodzieży Żeńskiej (YWCA) została jednym z pierwszych Świadków Jehowy. Przeprowadziła się na wyspę Dublon (Tonowas), gdzie wkrótce powstał zbór. W 2017 roku powstała tam nowa Sala Królestwa.
W 1966 roku Carl Dannis, były członek miejscowego parlamentu, podarował połowę swej ziemi pod budowę pierwszej Sali Królestwa na Pohnpei. Jego żona, Rihka, była córką ostatniego króla wyspy Mokil. Oboje zostali Świadkami Jehowy. Około 2000 mieszkańców Pohnpei (jedna szósta mieszkańców wyspy) oglądała film Towarzystwa Strażnica o kongresie międzynarodowym pod hasłem „Wola Boża” w Nowym Jorku w 1958 roku.
W 1970 roku na Yap przybyli Marsha i Placido Ballesterosowie, małżeństwo misjonarzy z Hawajów. Fredy Edwin wraz z rodziną rozpoczął działalność na Pohnpei.
W 1977 roku pierwszym Mikronezyjczykiem, który został misjonarzem, był Zecharias Polly, pochodzący z Chuuk. Miał udział w założeniu zboru na Kosrae i w tym samym roku pomagał tam także w budowie Sali Królestwa i domu misjonarskiego.
W 2007 roku w Mikronezji było 204 głosicieli. Rok później na uroczystości Wieczerzy Pańskiej zebrało się w całej Mikronezji 1099 osób.
Wiosną 2015 roku Świadkowie Jehowy z wyspy Guam udzielali pomocy humanitarnej poszkodowanym przez tajfun na wyspie Chuuk. W tym samym roku zmodernizowano Biuro Tłumaczeń na wyspie Yap.
W roku 2015 zanotowano liczbę 214 głosicieli; na wyspie Chuuk powstał drugi zbór.
28 stycznia 2018 roku na wyspie Pohnpei ogłoszono wydanie Chrześcijańskich Pism Greckich w Przekładzie Nowego Świata w języku ponapeańskim. 1 października 2023 roku ogłoszono wydanie Chrześcijańskich Pism Greckich w Przekładzie Nowego Świata w języku truk. W 2024 roku delegacje z Mikronezji brały udział w kongresach specjalnych pod hasłem „Głośmy dobrą nowinę!” w Chile i na Fidżi.
Zebrania zborowe i kongresy odbywają się w języku japskim, kosrae, ponapeańskim i truk.